# Ivanić Miljanski
Ivanić Miljanski est un village de la municipalité de Zagorska Sela (comitat de Krapina-Zagorje) en Croatie. Au recensement de 2011, le village comptait 24 habitants.